# Ash and Ice
Albums de The Kills
Blood Pressures
(2011)
Ash & Ice est le 5e album du groupe de rock anglo-américain The Kills, sorti le 3 juin 2016.
Il a été enregistré avec un studio mobile dans une maison louée à Los Angeles puis dans les studios Electric Lady à New York, co-produit par  Jamie Hince et John O'Mahony (qui a travaillé avec les groupes Metric et The Cribs) et mixé par Tom Elmhirst et Tchad Blake.
Depuis le précédent album, Blood Pressures, sorti cinq ans plus tôt, Jamie Hince, victime d'un accident, a dû subir plusieurs interventions chirurgicales à la main et réapprendre à jouer de la guitare avec un doigt endommagé.
Le groupe s'est servi de samples sur plusieurs chansons.

## Singles et clips
Trois titres, extraits en singles, ont précédé l'album : Doing It to Death, sorti le 1er mars 2016, avec un clip tourné à Los Angeles par Wendy Morgan, Heart of a Dog, paru le 18 mars 2016 et accompagné d'une vidéo réalisée par Sophie Muller, et Siberian Nights dévoilé le 24 mai 2016 avec un clip réalisé par l'acteur Giovanni Ribisi.
Après la sortie de l'album, Impossible Tracks est choisi comme quatrième extrait le 13 septembre 2016, illustré par une vidéo filmée par Ellis Bahl au Luna Park de Melbourne en Australie. Enfin, le 15 février 2017 est dévoilée une vidéo immersive réalisée par Sophie Muller pour le titre Whirling Eye.  

## Liste des titres
Toutes les chansons sont écrites et composées par Jamie Hince, Alison Mosshart sauf Siberian Nights par J. Hince, A. Mosshart et Renee Scroggins.
| No  | Titre                                                                                      | Durée |
| --- | ------------------------------------------------------------------------------------------ | ----- |
| 1.  | Doing It to Death                                                                          | 4:07  |
| 2.  | Heart of a Dog (contient un sample de Wildfire par SBTRKT feat. Little Dragon)             | 3:46  |
| 3.  | Hard Habit to Break                                                                        | 3:52  |
| 4.  | Bitter Fruit                                                                               | 4:14  |
| 5.  | Days of Why and How (contient un sample de Is There Any Love par Trevor Dandy)             | 4:32  |
| 6.  | Let It Drop (contient un sample de IMC par Spank Rock)                                     | 3:15  |
| 7.  | Hum for Your Buzz                                                                          | 3:17  |
| 8.  | Siberian Nights (utilise des éléments du morceau UFO par ESG)                              | 4:53  |
| 9.  | That Love                                                                                  | 2:33  |
| 10. | Impossible Tracks (contient un sample de I Thank The Lord par The Mighty Voices of Wonder) | 3:41  |
| 11. | Black Tar                                                                                  | 3:52  |
| 12. | Echo Home                                                                                  | 5:06  |
| 13. | Whirling Eye                                                                               | 3:34  |

## Musiciens
- Alison Mosshart : chant, guitare
- Jamie Hince : guitares, orgue, boîte à rythmes, programmation, chant

- Homer Steinweiss : batterie (morceaux 1,2,4,8,11 et 13)
- Dean Fertita : piano (morceau 9)